# New age (muzyka)

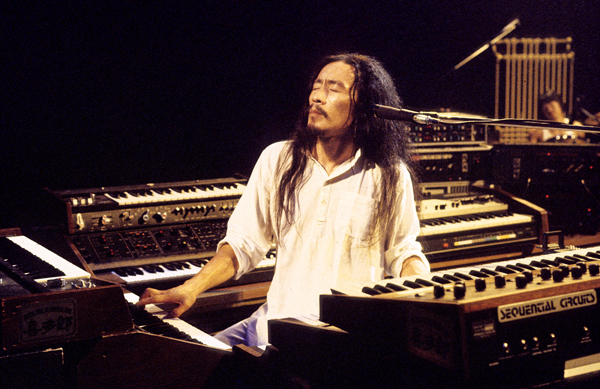
keybordzista z syntezatorem Kitaro

New age – gatunek muzyczny luźno nawiązujący do ruchu New Age. Spory odsetek utworów new age stanowią kompozycje instrumentalne i elektroniczne, aczkolwiek częste są także aranżacje wokalne. Enya, która uzyskała nagrodę Grammy za swoją muzykę new age, śpiewa w wielu językach, włącznie z łaciną, aczkolwiek sama artystka twierdzi, iż nie ma żadnego związku pomiędzy nią a new age. Podobnie jest z grupą muzyczną Enigma, która twierdzi, iż nie ma z new age nic wspólnego, choć jej utwory mogą być z tym kierunkiem kojarzone. Medwyn Goodall, nie tak szeroko znany, polega głównie na efektach elektronicznych, chociaż używa także gitary akustycznej.
Muzyka new age sięga swymi korzeniami lat 70 XX w., kiedy tworzyły freejazzowe grupy, nagrywające pod szyldem EMC, takie jak Oregon, The Paul Winter Group i inne zespoły pre-ambientowe, jak również wykonawcy muzyki ambient, tacy jak Brian Eno.
Muzyka określana mianem new age często niesie wizję lepszej przyszłości oraz wyraża uwielbienie dla dobra i piękna. Rzadko zajmuje się ona problemami świata i jego mieszkańców. Zamiast tego oferuje pokojową wizję lepszego świata. Często nawiązuje do nazw gwiazdozbiorów, gwiazd i eksploracji wszechświata. Ennio Morricone stworzył ścieżkę dźwiękową do filmu Misja na Marsa, dzięki czemu w trakcie napisów słyszymy All the friends w orkiestrowym stylu new age.
Tytuły utworów new age często mają być „oświecające”, gdyż artyści starają się przekazać własną wersję prawdy w kilku prostych słowach. Muzyka jest rozwinięciem idei, przekazywanej werbalnie w tytule.